# Historia de Omán

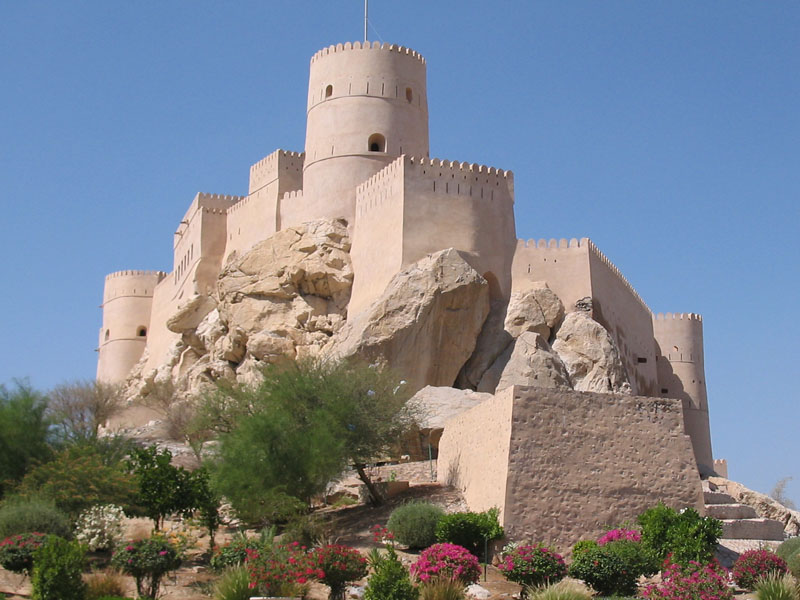
Fuerte Nakhal, una de las fortificaciones mejor conservadas de Omán.

Hace varios milenios, tribus de origen árabe emigraron hacia el este hasta Omán, coincidiendo con la llegada de varios pueblos de origen iranio. En el siglo VI los árabes consiguieron rechazar a los iranios; la conversión de las tribus árabes al islam en el siglo VII provocó el desplazamiento de los colonos iranios. La introducción del ibadismo concentró el poder en la figura del imán, un líder nombrado por los ulemas. La posición del imán ibadi fue confirmada por la alianza con los jeques locales mediante el bay´ah (juramento de alianza) de la comunidad.

## Prehistoria
Véase Arqueología de Omán
En antiguos textos sumerios escritos alrededor del 2300 a. C. se habla de una región llamada Magan, como un territorio rico en cobre y diorita que llegaba a Mesopotamia. La mayoría de las evidencias arqueológicas y geológicas sugieren que Magan formaba parte del actual territorio de Omán. Sin embargo, su localización no es segura y algunos arqueólogos lo sitúan en algún lugar al sur del Bajo Egipto, en Nubia o Sudán y otros como parte de los actuales territorios de Irán o Pakistán.
La principal teoría que identifica Magan con Omán es el siguiente texto:
Manishtusu menciona que atravesó el Mar Inferior hasta Magan desde Anshan y Sherikhum. En Magan tomó piedra negra para las estatuas y metal de las minas.
Como Anshan actualmente es Tall-i Maylan en Fars (Irán), Magan debía encontrarse al otro lado del golfo Pérsico, es decir, en Omán. Omán era una fuente de cobre durante esta época. Existen evidencias arqueológicas (minas, fundiciones, etc.) que lo confirman. Otros textos mencionan el cobre traído de Magan. Las dos estatuas de piedra negra de Manishtusu son de una piedra abundante en Omán. Otras dos estatuas y un obelisco de Manishtusu son de diorita, que también es abundante en Omán. La madera conocida como "Mesh-Magan" es de Dalbergia sissoo, un árbol también presente en Omán.
El pueblo de A'ad ocupó parte de lo que ahora es el este de Yemen y oeste de Omán, en una extensión geográfica que corre desde el mar Arábigo por las montañas de Dhofar hasta las afueras del Rub al-Jali (Rub' al Khali), su capital se llamó Wabar o Ubar o Iram (Erum) de los pilares por tales edificaciones.

## Antigüedad

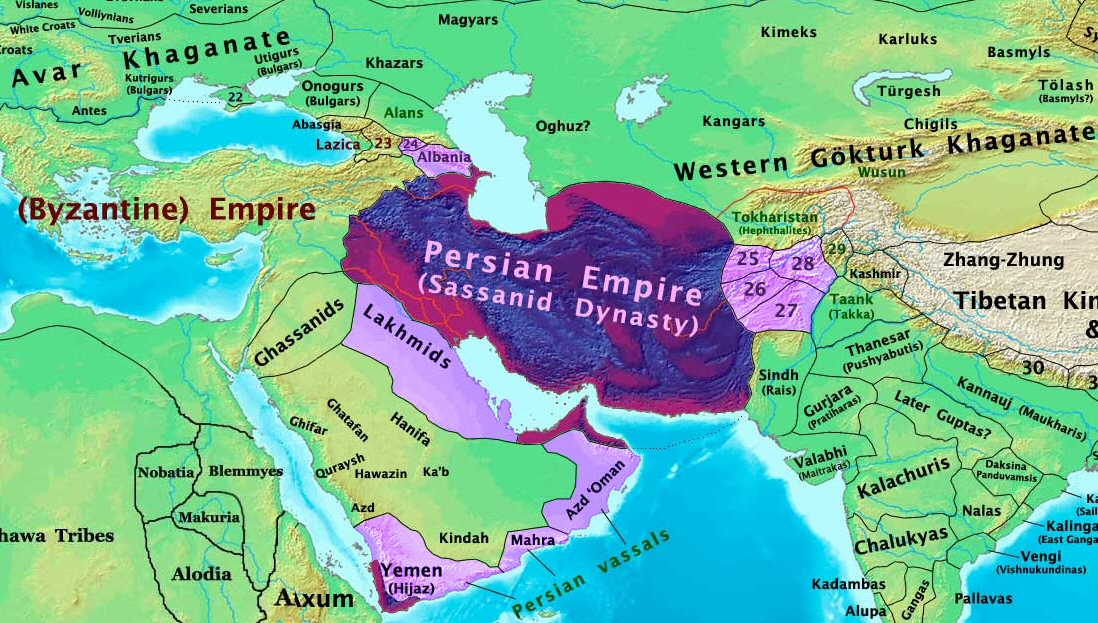
Mapa de Asia hacia el año 600 d. C., donde aparece el Imperio sadánida.

Véase
- Arabia preislámica
- Imperio sasánida
- Partia

Entre los siglos VI - IV a. C. los aqueménidas, una dinastía de origen iranio controlaron o influenciaron indirectamente el territorio de la actual península de Omán. El principal centro político era el asentamiento costero de Sohar.

Desde el siglo III a. C. a la llegada del Islam en el siglo VII d. C. el territorio de Omán fue controlado por otros dos pueblos de origen iranio, los partos y los sasánidas. Durante este período el nombre administrativo de Omán era Mazun. En torno al 250 a. C. los gobernantes partos tomaron el control del golfo Pérsico y extendieron su influencia hacia Omán ya que necesitaban controlar las rutas comerciales de la zona, por lo que establecieron varias fortalezas en el territorio. En el siglo III d. C. los sasánidas sucedieron a los partos en el dominio de la zona hasta la llegada del Islam cuatro siglos después. El gobierno sasánida extendió sobre los habitantes de la zona la cultura persa, así como varias técnicas de irrigación que todavía son utilizadas en Omán en la actualidad.

## Formación del gobierno de Omán: Mascate y Omán

La Edad de los Califas
Mahoma, 622-632
Califato Perfecto, 632-661
Califato Omeya, 661-750.

Omán adoptó el Islam en el siglo VII d. C., ya durante la vida del profeta Mahoma. En el año 751, con la caída del califato Omeya, los musulmanes ibadíes, una rama moderada de los jariyitas, establecieron un imanato en Omán. El Ibadismo se había convertido en la secta religiosa dominante en el siglo VIII d. C. Actualmente Omán es el único país del mundo musulmán con una población mayoritariamente Ibadi. El ibadismo es conocido por su "conservadurismo moderado". Un rasgo distintivo de esta facción musulmana es la elección de su gobernante mediante el consenso y el consentimiento comunal.
Hasta 1970 el título político de los gobernantes de la nación fue Sultán de Mascate y Omán, implicando una autoridad sobre dos culturas políticas irreconciliables: la tradición costera de Mascate, más cosmopolita y secular y gobernada por el sultán y la tradición interior, de origen tribal y conservador y gobernada por un imán elegido según los principios ideológicos del ibadismo. Desde el ascenso de la dinastía Al Said en 1744, la cultura de Mascate ha sido la dominante políticamente, aunque la tradición del imán ibadi ha experimentado períodos de auge intermitentes, desapareciendo en algunos períodos, aunque sobrevivió hasta mediados del siglo XX. La política de Omán a menudo ha girado en torno al enfrentamiento de sultán e imán, aunque algunas dinastías han conseguido controlar ambas posiciones.
Sin embargo, a pesar de la formación de estos dos poderes locales, a lo largo del tiempo el territorio fue conquistado por varios poderes extranjeros, que a menudo utilizaron los enfrentamientos entre imán y sultán según sus intereses.

## Edad Media y Moderna
Entre los años 931-932 y 933-934 la secta de los qármatas se apoderó de Omán en dos ocasiones. Entre 972-1050 el territorio fue parte del dominio de la dinastía de los buyíes. Entre 1053-1154 Omán pasó a formar parte del Imperio de los turcos silyuquíes.
Finalmente, en el año 1154 llegó al poder la dinastía Nabhani, de origen local, que tomó el control y gobernó el país hasta 1470, salvo un período entre 1406-1433.
El 1 de abril de 1515 los portugueses conquistaron la ciudad de Mascate, para controlar las rutas comerciales locales, y retuvieron su conquista hasta el 26 de enero de 1650, aunque los turcos Otomanos consiguieron conquistarla entre 1550-1551 y 1581-1588. 
Por otra parte hacia el año 1600 fue restaurado temporalmente el gobierno de la dinastía Nabhani, que se mantuvo hasta 1624, cuando los gobernantes nabhani fueron sustituidos por el imanato yarúbida.
El imanato yarúbida consiguió recuperar Mascate a los portugueses en 1650, expulsando su presencia de la zona. La dinatía yarúbida extendió sus conquistas, apoderándose de las colonias portuguesas en África Oriental e introduciendo su influencia en el tráfico esclavos. En el año 1719 fue nombrado a la sucesión del imán Saif ibn Sultán II, pero su candidatura hizo estallar las rivalidades entre los ulemas encargados de su elección y estalló la guerra entre las dos principales tribus, los Hinwi y los Ghafiri, que apoyaban a Saif. Finalmente Saif ibn Sultán II asumió el poder en 1748 después de que los dos líderes tribales hubieran muerto en batalla, pero la rivalidad tribal continuó, y la faccionalización del país favoreció a los iraníes que ya había ocupado Mascate y Sohar en 1743.

## La dinastía Al Said
Los iraníes ya habían ocupado la costa omaní en varias ocasiones, como otros poderes extranjeros. La ocupación iraní proporcionó orden a la diversidad religiosa y étnica de la zona, aunque la intervención a favor de la una dinastía impopular produjo una revuelta, liderada por el imán Ahmad ibn Said Al Said, que fue elegido sultán de Mascate en 1744 tras la expulsión de los persas. La posición de Sultán de Mascate permanecería en manos del clan de Al-Said incluso cuando perdieron el control del imanato de Omán.

Extensión del sultanato en el siglo XIX.

El clan Al Said se convirtió en una dinastía real. Como todos sus predecesores el gobierno dinástico de Al Said se caracterizó por sucesivos conflictos familiares, fraticidios y usurpaciones. Aparte de los conflictos intestinos de la familia real, existía la amenaza constante de las tribus independientes del interior del país, que rechazaban la autoridad del sultán y sólo reconocían al imán abadi como la única autoridad legítima, recurriendo a las armas para la restauración del imanato.
Los cismas dentro de la dinastía gobernante comenzaron ya a la muerte de Ahmad ibn Said en 1783 y posteriormente se manifestaron en la división de la familia en dos linajes. El linaje del Sultán ibn Ahmad Al Said (1792-1806) que controlaba la costa y tenía un control nominal sobre el resto del país; y el linaje Qais, con autoridad sobre las regiones de Al Batinah y Ar Rustaq. Durante el gobierno del Sultán Said ibn Sultán Al Said (1806-1856), Omán desarrolló sus colonias en África Oriental, beneficiándose del tráfico de esclavos, convirtiéndose en un gran poder en la zona durante el siglo XIX gracias al control de la isla de Zanzíbar frente a la costa africana y el importante puerto de Mombasa, así como Gwadar en el actual Pakistán, lo que les permitió controlar importantes rutas comerciales. Sin embargo, cuando los británicos declararon la esclavitud ilegal a mediados del siglo XIX, la prosperidad del sultanato de Omán se redujo. La economía del país, basada en el tráfico de esclavos, se colapsó, y muchas familias omaníes emigraron a Zanzíbar. La población de Mascate se redujo de 55.000 habitantes a 8.000 entre las décadas de 1850 y 1870.
Cuando el sultán Sa'id bin Sultán Al-Busaid murió en 1856 sus hijos lucharon por su sucesión. Como resultado de esta lucha el imperio omaní fue dividido a través de la mediación británica en 1861 en dos principados separados: Zanzíbar, con sus asentamientos africanos y Mascate y Omán.
Los descendientes del sultán gobernaron Omán (Thuwaini ibn Said Al Said, 1856-1866) y Zanzíbar (Mayid ibn Said Al Said, 1856-1879); la rama de los Qais se alió de forma intermitente con los ulemas del país para restaurar el imanato. En 1868 Azzam ibn Qais Al Said se autoproclamó imán y aunque numerosas tribus del clan Hinawi lo reconocieron, nunca fue elegido siguiendo la tradición ni fue aclamado como imán.
El imán Azzam comprendió que para unificar el país era necesario que una autoridad unificara a las tribus del interior de Omán. Su gobierno fue interrumpido en 1871 por los británicos que interpretaron su política de unificación de las tribus omaníes como una amenaza contra el orden establecido. Para unificar Omán, Azzam recurrió a la fuerza, lo que provocó la revuelta de las tribus del clan Ghaziri. Los británicos apoyaron financiera y políticamente a Turki ibn Said Al Said, el rival de Azzam. Turki consiguió derrotar a Azzam, que murió en batalla en las afueras de Matrah en enero de 1871.

## Influencia británica
Para incrementar su influencia y asegurarse el control de las rutas comerciales del océano Índico, los británicos se apoderaron de las colonias africanas de Omán, lo que incrementó su empobrecimiento económico.
Franceses y británicos ya habían comenzado a rivalizar por introducir su influencia en Omán ya en el siglo XVIII. Durante el siglo XIX Omán y el Reino Unido firmaron varios tratados de amistad y comercio. En 1908 los británicos renovaron los acuerdos de amistad, y esta asociación fue confirmada en 1951 con un nuevo tratado, en el que el Reino Unido reconoció Omán como un estado por completo independiente.

## ElsigloXX
A finales del siglo XIX el sultán de Mascate se enfrentó a la rebelión de la secta Ibadi en el interior de Omán, centrada en torno a la ciudad de Nizwa, cuyos seguidores querían ser gobernados exclusivamente por el imán de Omán. Este conflicto fue resuelto temporalmente por el Tratado de Seeb, que proporcionaba al imán un gobierno autónomo en el interior de Omán, pero que reconocía la soberanía nominal del sultán en todo el país.
El conflicto se inició de nuevo en 1954 cuando el nuevo imán de Omán dirigió una rebelión durante cinco años contra el proyecto del sultán del país de extender el control gubernamental en el interior. Los insurgentes fueron derrotados en 1959 con ayuda británica. Entonces el sultán declaró disuelto el Tratado de Seeb y eliminó la institución del imán. A principios de 1960 el imán, exiliado en Arabia Saudí, obtuvo apoyo de varios países árabes, pero este apoyo finalizó en la década de 1980. Zanzíbar pagó un tributo anual a Mascate y Omán hasta su independencia completa a principios de 1964.
En 1964 estalló una revuelta separatista en la provincia de Dhofar. Los insurgentes, apoyados por grupos comunistas y de izquierdas de la República Democrática del Pueblo del Yemen (anteriormente Yemen del Sur) formaron el Frente de Liberación de Dhofar, que posteriormente se unió al Frente Popular para la Liberación de Omán y el Golfo Pérsico (FPLOGP), de orientación marxista. El FPLOGP declaró su intención de derrocar a todos los regímenes tradicionales del golfo Pérsico. A mediados de 1974, fue establecida la rama bahrení del FPLOGP como organización separada y el grupo omaní cambió su nombra a Frente Popular para la Liberación de Omán (FPLO), continuando con la rebelión de Dhofar.
En 1970, Qabus bin Said Al Said expulsó a su padre, el sultán Said bin Taymur, que posteriormente moriría en el exilio en Londres, y tomó el sultanato. El nuevo sultán se enfrentó a la insurgencia de Dhofar en un país azotado por enfermedades endémicas, analfabetismo y pobreza, cuando ya se había apoderado de una amplia superficie en el oeste con el apoyo de Yemen del Sur.
Una de las primeras medidas del nuevo sultán fue abolir muchas de las severas restricciones de su padre, que habían provocado la emigración de miles de omaníes, y ofrecer una amnistía a los opositores del anterior régimen, muchos de los cuales regresaron a Omán. También estableció una estructura de gobierno moderna e inició varios programas de desarrollo para mejorar la educación, la sanidad, y otras infraestructuras para aprovechar los recursos naturales del país, así como la apertura diplomática ingresando en la Liga Árabe y otras organizaciones internacionales.
En su esfuerzo para acabar con los insurgentes de Dhofar, el sultán Qabus extendió y modernizó las fuerzas armadas ofreciendo una amnistía a todos los rebeldes que se rindieran. Obtuvo un apoyo militar directo del Reino Unido, Irán y Jordania. A principios de 1975 los insurgentes de Dhofar habían sido rechazados a una zona de cincuenta kilómetros cuadrados cerca de la frontera con Yemen del Sur y poco después fueron derrotados. A medida que la guerra terminaba, los programas de acción civil adquirieron mayor importancia, y se realizaron varias inversiones en Dhofar para ganar la confianza de los habitantes de la región. La amenaza del FPLO se redujo con el establecimiento de relaciones diplomáticas en octubre de 1983 entre Omán y Yemen del Sur, y el régimen yemení redujo la propaganda y las actividades subversivas contra su vecino. A finales de 1987 Omán estableció una embajada en Adén.
Desde su ascenso al poder en 1970 el sultán Qabus ha equilibrado los intereses tribales, regionales y étnicos en la composición de la administración nacional. El Consejo de Ministros, la principal institución de gobierno, está formado por 26 ministros nombrados directamente por Qabus. El Majlis Al-Shura (Consejo Consultivo) tiene la función de revisar la legislación económica y social antes de convertirla en ley. También puede convocar a los ministros para que respondan de sus actos.

## Historia reciente
En noviembre de 1996 el sultán Qabus presentó a su pueblo Los Estatutos Básicos del Estado, la primera constitución escrita de Omán. Esta constitución garantiza varios derechos dentro de la ley coránica y tradicional del país. Ha suscitado algunos conflictos de intereses al establecer medidas que prohíben a los ministros tener inversiones en empresas y propiedades públicas. También establece las normas para la sucesión del sultán: la familia real tendrá que nombrar un sucesor en los tres días siguientes a la muerte del sultán o aceptar al último candidato recomendado por éste.
Omán siempre ha ocupado una posición estratégica en el estrecho de Ormuz, la entrada al golfo Pérsico, y se encuentra a 35 km de Irán. Debido a las tensiones políticas en la zona, Omán se ha interesado por mantneer la estabilidad y seguridad regional, sobre todo ante los conflictos entre Irán e Irak y la amenaza potencial del Islam político. Omán mantuvo sus relaciones políticas con Irak durante la Guerra del Golfo y apoyó a las Naciones Unidas enviando un contingente de tropas a la fuerza de coalición, y proporcionando armas y suministros a través de sus fronteras. En el año 2001 fuerzas estadounidenses utilizaron bases en territorio omaní para atacar Afganistán en su guerra contra Al-Qaeda.
En septiembre de 2000, unos 100.000 hombres y mujeres omaníes eligieron a 83 candidatos, entre ellos dos mujeres, para puestos en el Majlis Al-Shura. En diciembre de 2000, el sultán Qaboos nombró al Majlis Al Dowla, o Consejo de Estado, de 48 miembros, incluidas cinco mujeres, que actúa como cámara alta en el órgano representativo bicameral de Omán.
El programa de modernización extensiva del sultán Qabus ha abierto el país al mundo exterior y ha preservado su prolongada relación política y militar con el Reino Unido, los Estados Unidos y otros países. La política exterior de Omán, moderada e independiente, está orientada a mantener buenas relaciones con todos los países de Oriente Medio.
El extenso programa de modernización de Al Said ha abierto el país al mundo exterior y ha preservado una relación política y militar de larga data con el Reino Unido, los Estados Unidos y otros. La política exterior moderada e independiente de Omán ha buscado mantener buenas relaciones con todos los países del Medio Oriente.
En el año 2011 se desencadenaron una serie de protestas en contexto de la llamada Primavera Árabe. 
Qaboos murió el 10 de enero de 2020 después de casi 50 años en el poder. El 11 de enero de 2020, su primo Haitham bin Tariq al Said prestó juramento como nuevo sultán de Omán.

## Los Sultanes de Omán "Los Grandes Señores de Omán"
- Said bin Sultan (20 de noviembre de 1804 - 4 de junio de 1856) - (Sultán de Zanzíbar y Omán)
- Thuwaini bin Said (19 de octubre de 1856 -11 de febrero de 1866)
- Salim bin Thuwaini (11 de febrero de 1866, -octubre de 1868)
- Azzan bin Qais (octubre de 1868 - 30 de enero de 1871)
- Turki bin Said (30 de enero de 1871 - 4 de junio de 1888)
- Faisal bin Turki (4 de junio de 1888 - 15 de octubre de 1913)
- Taimur bin Faisal(15 de octubre de 1913 -10 de febrero de 1932)
- Said bin Taimur (10 de febrero de 1932-23 de julio de 1970)
- Qabus bin Said Al Said (23 de julio de 1970-10 de enero de 2020)
- Haitham bin Tariq Al Said (11 de enero de 2020-presente)